# 御成町 (川越市)
御成町（おなりちょう）は、埼玉県川越市の町名。郵便番号は350-0841。

## 地理
川越市の本庁管内（北地区）にあり、東側で北田島、南側で氷川町、西側で宮元町、北側で石田・谷中とそれぞれ接する。
宮元町との境界にある国道254号沿道が準工業地域に指定されているのを除き、全域が市街化調整区域で、農業用地として利用されている。2025年4月1日現在の人口は26世帯56人である。

## 歴史
古くは御成道町（おなりみちまち）と呼ばれていた。これは川越藩主が鷹狩りや鹿狩りを行う際に町内の道を通過したためとされる。石田・谷中との境界を通って鹿飼村（現在の川越市鹿飼）へと繋がる道は、1996年に川越市によって「お成り街道」という愛称が付けられた。川越・寺井・東明寺の3つの大字が混在する、いわゆる入会地であった。
その後土地改良が行われ、1966年（昭和41年）6月1日には3つの大字が整理されて川越市御成町という町名が誕生した。

## 交通
町内に鉄道は通過しておらず、駅もない。
埼玉県道12号川越栗橋線が町域の北西端をかすめている。また1966年（昭和41年）10月には、宮元町との境界を通る国道254号のバイパス（通称山田バイパス）が開通した。
川越駅と鴻巣駅を結ぶ東武バスの川越04系統が県道を走っているが、町内に停留所はない。

## 施設
川越地区消防組合の川越北消防署が、御成町内の県道沿いに新築移転予定である。